# Plug Me In
| Críticas profissionais | Críticas profissionais |
| Avaliações da crítica  | Avaliações da crítica  |
| Fonte                  | Avaliação              |
| ---------------------- | ---------------------- |
| Allmusic               | [ 1 ]                  |

Plug Me In é um DVD box lançado em 16 de outubro de 2007 pelo grupo australiano de hard rock AC/DC. Inclui raras apresentações da banda. A edição standard contém um disco de apresentações do período Bon Scott e um outro com a participação de Brian Johnson. A edição deluxe contém os dois discos anteriores, mais um terceiro, que inclui Between the Cracks, e traz apresentações dos dois períodos.
Em novembro de 2008, Plug Me In ganhou um Prêmio Classic Rock Roll of Honour de DVD do ano.

## Faixas

### DVD 1
1. High Voltage (King of Pop Awards, Austrália, outubro de 1975)
2. It's a Long Way to the Top (If You Wanna Rock 'n' Roll) (Bandstand, Austrália, fevereiro de 1976)
3. School Days (St. Albans High School, Austrália, março de 1976)
4. T.N.T. (St. Albans High School, Austrália, março de 1976)
5. Live Wire (Super Pop/Rollin' Bolan, Londres, julho de 1976)
6. Can I Sit Next to You Girl (Super Pop/Rollin' Bolan, Londres, julho de 1976)
7. Baby Please Don't Go (Myer Music Bowl, Melbourne, dezembro de 1976)
8. Hell Ain't a Bad Place to Be (Sight & Sound In Concert, Londres, outubro de 1977)
9. Rocker (Sight & Sound In Concert, Londres, outubro de 1977)
10. Rock 'n' Roll Damnation (Apollo Théâtre, Glasgow, abril de 1978)
11. Dog Eat Dog (Apollo Théâtre, Glasgow, abril de 1978)
12. Let There Be Rock (Apollo Théâtre, Glasgow, abril de 1978)
13. Problem Child (Rock Goes To College, Colchester, outubro de 1978)
14. Sin City  (Rock Goes To College, Colchester, outubro de 1978)
15. Bad Boy Boogie (Rock Goes To College, Colchester, outubro de 1978)
16. Highway to Hell (Countdown, Países Baixos, agosto de 1979)
17. The Jack (Countdown, Países Baixos, agosto de 1979)
18. Whole Lotta Rosie (Countdown, Países Baixos, agosto de 1979)

#### Bônus
1. Entrevista no aeroporto de Sydney, abril de 1976
2. Entrevista em Covent Garden, Londres, agosto de 1976
3. Baby Please Don't Go (Szene 77, Alemanha, setembro de 1976)
4. Entrevista / Dirty Deeds Done Dirt Cheap (filme promocional para a Rádio Melbourne, dezembro de 1976)
5. Entrevista com Bon Scott (Countdown, Austrália, novembro de 1977)
6. Rock 'n' Roll Damnation (Top of the Pops, Londres, junho de 1978)
7. Ao vivo e entrevista (Australian Music To The World, Atlanta, Geórgia, agosto 1978)
8. Live Super 8 Bootleg Film (Théattre De Verdure, Nice, dezembro de 1979)

### DVD 2
1. Shot Down in Flames (Budokan, Tóquio, fevereiro de 1981)
2. What Do You Do for Money Honey (Budokan, Tóquio, fevereiro de 1981)
3. You Shook Me All Night Long (Budokan, Tóquio, fevereiro de 1981)
4. Let There Be Rock (Budokan, Tóquio, fevereiro de 1981)
5. Back in Black (Capital Center, Landover, Maryland, dezembro de 1981)
6. T.N.T. (Capital Center, Landover, Maryland, dezembro de 1981)
7. Shoot to Thrill (The Summit, Houston, Texas, outubro de 1983)
8. Guns for Hire (Joe Louis Arena, Detroit, Michigan, novembro de 1983)
9. Dirty Deeds Done Dirt Cheap (Joe Louis Arena, Detroit, Michigan, novembro de 1983)
10. Flick of the Switch (Capital Center, Landover, Maryland, dezembro de 1983)
11. Bedlam In Belgium (Capital Center, Landover, Maryland, dezembro de 1983)
12. Back in Black (Aeródromo de Tushino, Moscou, setembro de 1991)
13. Highway to Hell (Aeródromo de Tushino, Moscou, setembro de 1991)
14. Whole Lotta Rosie (Aeródromo de Tushino, Moscou, setembro de 1991)
15. For Those About to Rock (We Salute You) (Aeródromo de Tushino, Moscou, setembro de 1991)
16. Gone Shootin' (VH1 Studios, Londres, julho de 1996)
17. Hail Caesar (Entertainment Center, Sydney, novembro de 1996)
18. Ballbreaker (Entertainment Center, Sydney, novembro de 1996)
19. Rock and Roll Ain't Noise Pollution (Entertainment Center, Sydney, novembro de 1996)
20. Hard as a Rock (Stade de France, Paris, junho de 2001)
21. Hells Bells (Stade de France, Paris, junho de 2001)
22. Ride On (Stade de France, Paris, junho de 2001)
23. Stiff Upper Lip (Circus Krone, Munique, junho de 2003)
24. Thunderstruck (Circus Krone, Munique, junho de 2003)
25. If You Want Blood (You've Got It) (Downsview Park Toronto Rocks, julho de 2003)
26. The Jack (Downsview Park Toronto Rocks, julho de 2003)
27. You Shook Me All Night Long (Downsview Park Toronto Rocks, julho de 2003)

#### Bônus
1. Beavis and Butt-Head "Ballbreaker Tour", 1996
2. Hells Bells - Entrevista e ao vivo (Countdown, Bruxelas, janeiro de 1981)
3. Entrevista (Monsters of Rock, Castle Donington Park, agosto de 1984)
4. Gone Shootin' (Rehearsal, VH1 Studio, Londres, julho de 1996)
5. Rock Me Baby (The Rolling Stones com Angus e Malcolm Young) (Festwiese, Leipzig, Alemanha, junho de 2003)

### DVD 3
Presente apenas na edição deluxe.
1. She’s Got Balls (St. Albans High School, Austrália, março de 1976)
2. It’s a Long Way To The Top (St. Albans High School, Austrália, março de 1976)
3. Let There Be Rock (Sight & Sound In Concert, Londres, outubro de 1977)
4. Bad Boy Boogie (Apollo Théâtre, Glasgow, abril de 1978)
5. Girls Got Rhythm (Top Pop, 1979)
6. Guns for Hire (Band rehearsals 1983)
7. House is on Fire (Joe Louis Arena, Detroit, Michigan, novembro de 1983)
8. Highway to Hell (Dublin 1996)
9. Girls Got Rhythm (Entertainment Center, Sydney, novembro de 1996)
10. Let There Be Rock (Stuttgart 2000)
11. Angus Statue Intro (Stiff Upper Lip Tour Film 2001)

#### Ao vivo no Summit, em Houston, 1983
1. Guns for Hire
2. Shoot to Thrill
3. Sin City
4. House is on Fire
5. Back in Black
6. Bad Boy Boogie
7. Rock and Roll Ain’t Noise Pollution
8. Flick of the Switch
9. Hells Bells

## Créditos
- Bon Scott : vocal (DVD 1 ; DVD 3 : faixas 1 a 5)
- Brian Johnson : vocal (DVD 2 ; DVD 3 : faixas 6 a 20)
- Angus Young : guitarra solo
- Malcolm Young : guitarra rítmica
- Mark Evans : baixo (DVD 1 : faixas 1 a 9 ; DVD 3 : faixas 1 e 2)
- Cliff Williams : baixo (DVD 1 : faixas 10 a 18 ; DVD 2 ; DVD 3 : faixas 3 a 20)
- Phil Rudd : bateria (DVD 1 ; DVD 2 : faixas 1 a 6 e 16 a 27 ; DVD 3 : faixas 1 a 6 e 8 a 10)
- Simon Wright : bateria (DVD 2 : faixas 7 a 11 ; DVD 3 : faixas 6, 7 e 12 a 20)
- Chris Slade : bateria (DVD 2 : faixas 12 a 15)